# Maison forte du Chanay
La maison forte du Chanay est une ancienne maison forte, de la fin du XIVe siècle, au Moyen Âge, centre de la seigneurie du Chanay, dont les vestiges se dressent sur la commune de Cruet, une commune française, dans le département de la Savoie en région Auvergne-Rhône-Alpes.

## Situation
La maison forte du Chanay se dresse en dessous de la tour du Chaffard, dont elle est séparée par une motte.

## Histoire
Le site a été occupé très tôt ; on a retrouvé, dans le sol d'un tumulus, une épée en bronze de la période de Hallstat, datée de 500 av. J.-C..
La maison forte du Chanay avec le château, de Verdun-Dessus et les maisons fortes de la Rive, et du Chaffard, tous situés sur la commune de Cruet, constituaient un ensemble défensif important.
Elle est la possession de la famille de Poypon, apparentée aux familles de Verdon et de Mouxy, avec Antoine de Poypon qui serait à l'origine de la branche des Chanay, et qui vivait en 1396.
François de Poypon, dit « Néplaz », ou de « Croso » en 1447 et de « Chaneto » en 1484, époux de Mye de Belletruche, est co-seigneur de la maison forte de Puygros (Puygros), dont il a hérité. Se succèdent Pierre dit « Néplaz de Chaneto », François de Belletruche (†av. 1546), dit « de Poypon », seigneur du Chanay, puis Raymond, seigneur du Chanay, il teste en 1589 et André, seigneur de Chanay et de Putteville (La Trinité), et, en 1613, Raymond de Poypon, dit « de Saint-Vial », petit-neveu de François de Belletruche, apparenté probablement à la famille de Paernat de la Pallud.
La maison forte serait passée, en 1697, à la famille de Basin ; Marie Paernat de la Pallud, l'ayant apportée par voie de mariage.
En 1730, sur le cadastre, elle figure au nom de messire Benoît Jérome Devilly, absent à cette date. Le fief est, en 1738, en indivision ; il en partage les droits avec Barbe de Quintal, veuve de Marc de Charbonneau.
À la fin du XIXe siècle, elle est la possession du baron Francisque du Bourget, qui en a fait sa résidence d'été. En 1917, date de son décès, on y trouve le baron Clément du Bourget. Elle est ensuite acquise par monsieur Champenoix, maire de Cognin, puis passe à monsieur Molin.

## Description
La tour, carrée, probablement de la fin du XIVe, mesure 10 × 10 m de côté et a des murs épais à sa base de 1,80 m. On y a accolé une maison moderne. Une partie de l'ancien château est à l'état de ruines.